# Azula
Prinses Azula is een personage uit de animatieserie Avatar: De Legende van Aang. Azula is een getalenteerde Vuurmeester en prinses van de Vuur Natie, die erop uit is om haar broer, Prins Zuko, te vangen en uit te leveren aan haar vader, Vuurheer Ozai. Ze wordt bij haar zoektocht vergezeld door haar jeugdvriendinnen Mai en Ty Lee.
Azula is de eerste vrouwelijke Vuurmeester die voorkomt in de serie en ze is de Vuurmeester die te zien is in de opening van elke aflevering. Ze is ondanks haar jonge leeftijd behoorlijk sterk, doortrapt, en goed in psychologische oorlogsvoering.

## Geschiedenis
Azula werd geboren als dochter van Vuurheer Ozai en Prinses Ursa, twee jaar na haar broer Zuko. Hierdoor is ze afstammeling van zowel Vuurheer Sozin (van Ozais kant) en van Avatar Roku (van Ursa's kant), hoewel ze zich niet bewust is van haar connectie aan de Avatar. Ze is genoemd naar haar grootvader, Ozais vader, Vuurheer Azulon. Azula groeide op in de rijke en welvarende koninklijke familie en uitte haar talenten en haar wrede en perfectionistische neigingen. Door haar intelligentie en talent voor Vuursturen kreeg ze al snel veel aandacht van haar vader en werd zijn favoriete kind. Haar vader begon haar op te voeden als zijn ware erfgenaam en nam haar in vertrouwen en leerde haar politieke zaken waarbij Zuko werd genegeerd. Azula kan blauw vuur en bliksem sturen (blauw vuur is veel heter dan rood vuur). Aan de kwaliteit van haar schip en soldaten is duidelijk te zien hoe geliefd en populair ze was.
Azula had geen behoefte om tijd te verspillen aan spelen zoals meisjes van haar leeftijd meestal doen. Ze was veel meer geïnteresseerd in macht en vond dat haar vader een veel betere Vuurheer zou zijn dan haar oom, Iroh, wie ze een slappeling vond voor het opgeven van het beleg van Ba Sing Se.

## Boek 1: Water
Tijdens een van Irohs flashbacks in “De Storm” is Azula te zien in het publiek tijdens de Agni Kai waarin Prins Zuko zijn litteken krijgt van zijn vader. Iroh kijkt weg, als zijn neef verbrand wordt maar aan Irohs zijde staan Kapitein Zhao en een dan nog onbekend jong meisje (Azula) die beide met sadistisch plezier naar het tafereel kijken.
Azula is uiteindelijk voor het eerst volledig te zien aan het einde van de laatste aflevering van Boek 1, "Het beleg van het Noorden". Ze knielt voor haar vader, Vuurheer Ozai, die haar vertelt dat Zuko een mislukking is en Iroh een verrader en geeft haar een opdracht.

## Boek 2: Aarde

### Familie reünie
Als Vuurheer Ozai Iroh als verrader heeft verklaard en Zuko als een mislukking, volgt Azula haar vaders orders op en gaat op pad om ze gevangen te nemen. Azula probeert eerst Iroh en Zuko mee te lokken door ze te vertellen dat Ozai ze terug wil aan zijn zijde terwijl ze eigenlijk gevangengenomen zullen worden. Als een vuurmeester van Azula per ongeluk zegt: "stuur de gevangene naar binnen en zet koers naar huis" hoort Zuko dit en valt hij Azula aan. Deze ontwijkt eenvoudig al zijn aanvallen maar faalt erin haar broer uit te schakelen omdat Iroh haar dodelijke bliksem wegleidt van Zuko en haar vervolgens van het schip schopt.
Azula volgt het advies van haar meesters, Lo en Li, op en besluit een elite team te vormen om haar broer en oom gevangen te nemen. Ze verlaat haar schip en koninklijke troepen en gaat op zoek naar haar jeugdvriendinnen. Ty Lee moest "overtuigd" worden maar Mai ging maar al te graag weg uit het saaie, veroverde Omashu en sloot zich aan bij Azula. Terwijl Azula daar was, doopte ze Omashu om tot Nieuw Ozai.

### Een nieuw doelwit
In de aflevering "De terugkeer naar Omashu" komt Azula voor het eerst de Avatar tegen. Zij en haar bondgenoten slaagden er bijna in Aang en zijn vrienden te verslaan maar door hun slechte voorbereiding en een troef van Koning Bumi wisten de drie kinderen te ontsnappen. Na het gevecht besluit ze de Avatar als derde doelwit aan haar lijst toe te voegen.
In “De Jacht”, achtervolgen Prinses Azula en haar vriendinnen Avatars groep dag en nacht genadeloos met behulp van een Vuurnatie-tank en Mongoose Draken als rijdieren. Als Aang probeert Azula’s groep weg te leiden van Sokka en Katara, stuurt Azula Ty Lee en Mai achter de Waterstam broer en zus aan terwijl ze zelf de Avatar achtervolgt. Azula vindt de Avatar in een verlaten stadje en de twee staan op het punt te vechten als ze onderbroken worden door Zuko, die hen gevolgd was en eigen plannen heeft om de Avatar te vangen. De drie beginnen een gevecht waarin Azula duidelijk de overhand heeft. Ze schakelt Zuko snel uit en Aang belandt onder een hoop puin als Katara, Sokka en Toph arriveren en Aang redden. Ondertussen helpt Iroh Zuko overeind. Met z’n zessen drijven ze Azula in een hoek en als ze ziet dat ze geen kans maakt, doet alsof ze zich overgeeft. Dan schiet Azula Iroh neer in een moment van afleiding en verdwijnt als de vier meesters haar aanvallen met hun element.
Azula is opnieuw te zien in “De Boor” waar zij, samen met Mai en Ty Lee, toezien hoe Oorlogsminister Qin probeert de buitenmuur van Ba Sing Se te doorbreken door het gebruik van een gigantische boor. Als er een melding komt van een aangevallen ingenieur, gestolen blauwdrukken en verdere sabotage, vermoedt Azula dat dit het werk is van de Avatar. Ze vindt Aang, Katara en Sokka die een poging doen om de steunpilaren van de boor te saboteren. De groep van de Avatar vlucht en Azula stuurt Mai en Ty Lee achter Katara en Sokka aan terwijl ze zelf opnieuw de Avatar achtervolgt. Ze vindt Aang als hij probeert een gat te maken boven op de boor. De twee beginnen een bruut gevecht. Azula’s Vuursturingskunsten overwelmen de jonge Avatar maar uiteindelijk wordt Azula van de boor geblazen als Aang de laatste slag toebrengt op een steunpilaar van de boor waardoor deze vernietigd wordt.

## De val van Ba Sing Se
Aan het einde van 'boek 2: Aarde' zijn Zuko en Katara op bevel van Azula opgesloten in de Kristallen Catatombe. Aang en Iroh waren in staat binnen te dringen en vonden ze. Katara en Aang gingen verder, maar Zuko en Iroh bleven achter. Iroh vertelt Zuko dat hij is veranderd en dat hij moet leren om zelf keuzes te maken. Onder hun gesprek valt Azula binnen en vangt Iroh. Ook zij wil dat Zuko een keuze maakt en stelt hem voor om bij haar aan te sluiten. Uiteindelijk kiest Zuko partij voor zijn zusje. Samen bevechten ze de Aang en Katara. Als Aang en Katara dreigen te winnen vallen er velen Dai Lee-Agenten binnen. Aang beseft dat het er te veel zijn en besluit in de Avatar trance te gaan zoals hij van de guru leerde. Maar Azula schiet hem hierbij neer met haar bliksem en de avatar valt dood neer. Nog net kan Katara deze opvangen en vlucht met behulp van Iroh. Azula laat Iroh gevangennemen en neemt Ba Sing Se over. Katara is met Aang weggevlucht en red hem met het water van de Geesten Oase uit de Noordpool. Aang leeft weer, maar zijn chakra's zijn geblokkeerd waardoor hij niet meer in de avatar trance kan komen.
Azula en Zuko gaan terug naar huis, maar Zuko is onzeker. Azula stelt hem hierbij gerust en vertelt hem dat hij vandaag zijn eigen eer heeft hersteld en dat vader hem zal verwelkomen als een ware held.

## Boek 3: vuur
In het derde seizoen is Azula een van de primaire tegenstanders. Nadat de vuurheer zichzelf tot de Feniks Koning benoemt, wordt zij de nieuwe vuurheer.
In het derde seizoen gaat het mentaal echter bergafwaats met Azula. Nadat Mai en Ty Lee haar verraden om Zuko en Sokka te helpen ontkomen uit een vuurnatiegevangenis, wordt ze enorm paranoïde. Wanneer haar vader op pad gaat om het aarderijk plat te branden en Azula van hem thuis moet blijven, stuurt ze iedereen weg omdat ze niemand meer vertrouwt. Tijdens het laatste gevecht daagt ze Zuko uit tot een duel. Zuko ziet dat Azula niet meer zo scherp is als normaal en ziet zijn kans om haar te verslaan. Zuko is duidelijk beter dan Azula in dit duel en ze raakt zelfs kortademig. Zuko daagt haar uit om bliksem te gebruiken en verwijt haar dat ze te bang is om zelf een tegenaanval te incasseren (Zuko kan bliksem terugsturen). Azula wordt kwaad en bereid een bliksemaanval voor, maar op het laatste moment verandert ze van doelwit en valt Katara aan.
Zuko heeft dit door en springt voor de stroomschok, maar slaagt er niet in om de gehele bliksemstraal af te weren en raakt zelf ernstig verwond. Katara snelt naar Zuko om hem te helpen, maar Azula is doorgedraaid en blijft roekeloos aanvallen. Katara slaagt er uiteindelijk in om Azula te verslaan. Na deze nederlaag draait Azula volledig door.
In de serie wordt niet getoond wat er na afloop van het gevecht met haar is gebeurd, maar volgens de informatie op Nick.com is Azula na de val van de Feniks Koning opgenomen in een gesticht.

## Koninklijke familie van de Vuurnatie
Personen in geel zijn tot Vuurheer gekroond
|     |     |     |     |         |         |         |         | Roku    | Roku    | Roku | Roku | Roku            | Roku            |                 |                 |                 |                 |       |       |       |       |  |  | Sozin  | Sozin  | Sozin  | Sozin  | Sozin  | Sozin  |  |  |  |  |  |  |  |  |  |  |  |  |
|     |     |     |     |         |         |         |         | Roku    | Roku    | Roku | Roku | Roku            | Roku            |                 |                 |                 |                 |       |       |       |       |  |  | Sozin  | Sozin  | Sozin  | Sozin  | Sozin  | Sozin  |  |  |  |  |  |  |  |  |  |  |  |  |
|     |     |     |     |         |         |         |         | ?       | ?       | ?    | ?    | ?               | ?               |                 |                 | Ilah            | Ilah            | Ilah  | Ilah  | Ilah  | Ilah  |  |  | Azulon | Azulon | Azulon | Azulon | Azulon | Azulon |  |  |  |  |  |  |  |  |  |  |  |  |
|     |     |     |     |         |         |         |         | ?       | ?       | ?    | ?    | ?               | ?               |                 |                 | Ilah            | Ilah            | Ilah  | Ilah  | Ilah  | Ilah  |  |  | Azulon | Azulon | Azulon | Azulon | Azulon | Azulon |  |  |  |  |  |  |  |  |  |  |  |  |
|     |     |     |     |         |         |         |         |         |         |      |      |                 |                 |                 |                 |                 |                 |       |       |       |       |  |  |        |        |        |        |        |        |  |  |  |  |  |  |  |  |  |  |  |  |
|     |     |     |     |         |         |         |         |         |         |      |      |                 |                 |                 |                 |                 |                 |       |       |       |       |  |  |        |        |        |        |        |        |  |  |  |  |  |  |  |  |  |  |  |  |
|     |     |     |     |         |         |         |         | Ursa    | Ursa    | Ursa | Ursa | Ursa            | Ursa            |                 |                 | Ozai            | Ozai            | Ozai  | Ozai  | Ozai  | Ozai  |  |  | Iroh   | Iroh   | Iroh   | Iroh   | Iroh   | Iroh   |  |  |  |  |  |  |  |  |  |  |  |  |
|     |     |     |     |         |         |         |         | Ursa    | Ursa    | Ursa | Ursa | Ursa            | Ursa            |                 |                 | Ozai            | Ozai            | Ozai  | Ozai  | Ozai  | Ozai  |  |  | Iroh   | Iroh   | Iroh   | Iroh   | Iroh   | Iroh   |  |  |  |  |  |  |  |  |  |  |  |  |
|     |     |     |     |         |         |         |         |         |         |      |      |                 |                 |                 |                 |                 |                 |       |       |       |       |  |  |        |        |        |        |        |        |  |  |  |  |  |  |  |  |  |  |  |  |
|     |     |     |     |         |         |         |         |         |         |      |      |                 |                 |                 |                 |                 |                 |       |       |       |       |  |  |        |        |        |        |        |        |  |  |  |  |  |  |  |  |  |  |  |  |
| Mai | Mai | Mai | Mai | Mai     | Mai     |         |         | Zuko    | Zuko    | Zuko | Zuko | Zuko            | Zuko            |                 |                 | Azula           | Azula           | Azula | Azula | Azula | Azula |  |  | Lu Ten | Lu Ten | Lu Ten | Lu Ten | Lu Ten | Lu Ten |  |  |  |  |  |  |  |  |  |  |  |  |
| Mai | Mai | Mai | Mai | Mai     | Mai     |         |         | Zuko    | Zuko    | Zuko | Zuko | Zuko            | Zuko            |                 |                 | Azula           | Azula           | Azula | Azula | Azula | Azula |  |  | Lu Ten | Lu Ten | Lu Ten | Lu Ten | Lu Ten | Lu Ten |  |  |  |  |  |  |  |  |  |  |  |  |
|     |     |     |     |         |         |         |         |         |         |      |      |                 |                 |                 |                 |                 |                 |       |       |       |       |  |  |        |        |        |        |        |        |  |  |  |  |  |  |  |  |  |  |  |  |
|     |     |     |     | Izumi   | Izumi   | Izumi   | Izumi   | Izumi   | Izumi   |      |      | ?               | ?               | ?               | ?               | ?               | ?               |       |       |       |       |  |  |        |        |        |        |        |        |  |  |  |  |  |  |  |  |  |  |  |  |
|     |     |     |     | Izumi   | Izumi   | Izumi   | Izumi   | Izumi   | Izumi   |      |      | ?               | ?               | ?               | ?               | ?               | ?               |       |       |       |       |  |  |        |        |        |        |        |        |  |  |  |  |  |  |  |  |  |  |  |  |
|     |     |     |     |         |         |         |         |         |         |      |      |                 |                 |                 |                 |                 |                 |       |       |       |       |  |  |        |        |        |        |        |        |  |  |  |  |  |  |  |  |  |  |  |  |
|     |     |     |     |         |         |         |         |         |         |      |      |                 |                 |                 |                 |                 |                 |       |       |       |       |  |  |        |        |        |        |        |        |  |  |  |  |  |  |  |  |  |  |  |  |
|     |     |     |     | Iroh II | Iroh II | Iroh II | Iroh II | Iroh II | Iroh II |      |      | Izumi's dochter | Izumi's dochter | Izumi's dochter | Izumi's dochter | Izumi's dochter | Izumi's dochter |       |       |       |       |  |  |        |        |        |        |        |        |  |  |  |  |  |  |  |  |  |  |  |  |